# Westfield (Maine)
Westfield es un pueblo ubicado en el condado de Aroostook en el estado estadounidense de Maine. En el Censo de 2010 tenía una población de 549 habitantes y una densidad poblacional de 5,26 personas por km².

## Geografía
Westfield se encuentra ubicado en las coordenadas 46°32′5″N 67°58′22″O / 46.53472, -67.97278. Según la Oficina del Censo de los Estados Unidos, Westfield tiene una superficie total de 104.33 km², de la cual 104.24 km² corresponden a tierra firme y (0.09%) 0.09 km² es agua.

## Demografía
Según el censo de 2010, había 549 personas residiendo en Westfield. La densidad de población era de 5,26 hab./km². De los 549 habitantes, Westfield estaba compuesto por el 98.91% blancos, el 0.36% eran afroamericanos, el 0.73% eran amerindios, el 0% eran asiáticos, el 0% eran isleños del Pacífico, el 0% eran de otras razas y el 0% pertenecían a dos o más razas. Del total de la población el 0% eran hispanos o latinos de cualquier raza.